# Melbourne shuffle
Melbourne shuffle är en dans som dansas till elektronisk musik allt från hardstyle till minimalistisk techno. Dansen är populär i bland annat Australien och Malaysia, men har ännu inte uppmärksammans så mycket i Sverige.

## Historia
Melbourne shuffle började dansas under mitten av 1980-talet och kallades vid tiden för "rocking" bland lokalborna i Melbourne och kom att kallas "The Melbourne Shuffle" av de som inte bodde i Melbourne. Dansen genomfördes främst genom häl-tå-rörelsen "shuffling" som användes i ett stort antal variationer. Under 90-talet tillkom ett steg som dansarna snabbt tog till sig: "The running man". Under 2006 fick dansen en global spridning genom Internet.

## Stilar
Mängden stilar uppskattas i stort sett till mängden utövare. Dock så finns det en del specifika stilar som agerar stöttepelare och inspirationskällor för andra, mer individuella stilar. De mest framträdande stilarna idag är vanlig Melbourne shuffle som dansas till en stor variation av genrer. Till exempelvis hardstyle som för det mesta utövas till hard dance, såsom hard trance, tech trance och hardstyle. Dansare i Malaysia har utvecklat en dansstil som är relativt specifik för just deras nation. 

## Teknik
Dansen i sig utgörs av ett grundsteg. Detta grundsteg är häl-tå-rörelsen "shuffling". Just dansen The Melbourne Shuffle omfattas av, för att citera Myuigon, "Shuffling + allt annat!". Shuffling är en individuell dans där utövaren själv bestämmer hur den ska se ut.